# Trường đua Monaco
Trường đua Monaco (tiếng Pháp Circuit de Monaco) là một trường đua xe đường phố nằm ở Công quốc Monaco. Trường đua hiện đang đăng cai chặng đua GP Monaco của giải đua Công thức 1. Đây là trường đua có chiều dài ngắn nhất trong số các trường đua đang tổ chức F1.

## Lịch sử
Trường đua đường phố Monaco bắt đầu tổ chức những chặng đua GP Monaco từ năm 1929. Từ đó đến nay trường đua đã có nhiều lần được điều chỉnh, cải tạo để nâng cao độ an toàn cho các cuộc đua, nhưng về cơ bản thì nó vẫn giữ được hình dạng giống như thời kỳ đầu. Kiểu đường hiện tại được sử dụng từ năm 2015, có chiều dài 3.337km với 19 góc cua.
Trong giai đoạn 1938-1947 các chặng đua GP Monaco bị gián đoạn bởi chiến tranh thế giới thứ hai. Đến năm 1948, chặng đua được tổ chức trở lại nhưng lại bị gián đoạn vào năm 1949 bởi sự kiện hoàng thân Prince Louis II qua đời.
Năm 1950, trường đua đăng cai chặng đua Công thức 1 đầu tiên, người chiến thắng là huyền thoại Juan Manuel Fangio. Nhưng từ năm 1951-1954 chặng đua chỉ được tổ chức đúng 1 lần vào năm 1952 và chặng đua này không thuộc giải đua Công thức 1 năm đó.
Từ năm 1955 đến nay, chặng đua Monaco được tổ chức hàng năm, trừ năm 2020, do ảnh hưởng của đại dịch COVID-19 nên chặng đua GP Monaco đã bị hủy.
Tay đua nhiều lần chiến thắng ở Monaco nhất là huyền thoại Ayrton Senna có 6 chiến thắng, trong đó có 5 chiến thắng liên tiếp từ năm 1989 đến 1993.
Năm 2021, tay đua nước chủ nhà Charles Leclerc giành pole nhưng không thể thi đấu do bị hư xe ở buổi đua phân hạng. Người chiến thắng là Max Verstappen.

## Các kỷ lục vòng chạy
Dưới đây là kỷ lục vòng chạy nhanh nhất của các giải đua được tổ chức ở trường đua Monaco:
| Kiểu đường                                                 | Hình dạng                  | Giải đua                                     | Sự kiện                | Thời gian           | Tay đua                         | Xe                                |
| ---------------------------------------------------------- | -------------------------- | -------------------------------------------- | ---------------------- | ------------------- | ------------------------------- | --------------------------------- |
| Kiểu đường Grand Prix (2015–nay) 3.337 kilômét (2.074 mi)  |                            | Formula One                                  | 2021 Monaco Grand Prix | 1:12.909            | Lewis Hamilton                  | Mercedes-AMG F1 W12 E Performance |
| Kiểu đường Grand Prix (2015–nay) 3.337 kilômét (2.074 mi)  | GP2                        | 2016 Monaco GP2 Series round                 | 1:21.554               | Nobuharu Matsushita | Dallara GP2/11 Mecachrome       |                                   |
| Kiểu đường Grand Prix (2015–nay) 3.337 kilômét (2.074 mi)  | Formula 2                  | 2017 Monte Carlo Formula 2 round             | 1:21.562               | Oliver Rowland      | Dallara GP2/11 Mecachrome       |                                   |
| Kiểu đường Grand Prix (2015–nay) 3.337 kilômét (2.074 mi)  | Formula Renault 3.5 Series | 2015 Monaco Formula Renault 3.5 Series round | 1:24.517               | Oliver Rowland      | Dallara T12 Renault             |                                   |
| Kiểu đường Grand Prix (2015–nay) 3.337 kilômét (2.074 mi)  | FREC                       | 2021 Monte Carlo FREC round                  | 1:29.700               | Isack Hadjar        | Tatuus F.3 T-318 Renault        |                                   |
| Kiểu đường Grand Prix (2015–nay) 3.337 kilômét (2.074 mi)  | Formula Renault Eurocup    | 2017 Monaco Formula Renault Eurocup round    | 1:31.222               | Max Defourny        | Tatuus FR2.0/13 Renault         |                                   |
| Kiểu đường Grand Prix (2015–nay) 3.337 kilômét (2.074 mi)  | Porsche Supercup           | 2021 Monaco Porsche Supercup round           | 1:34.118               | Larry ten Voorde    | Porsche 911 (992) GT3 Cup       |                                   |
| Kiểu đường Formula E (2021–nay ) 3.318 kilômét (2.062 mi)  |                            | Formula E                                    | 2021 Monaco ePrix      | 1:34.428            | Stoffel Vandoorne               | Mercedes-EQ Silver Arrow 02       |
| KIểu đường Formula E (2015–2019) 1.765 kilômét (1.097 mi)  |                            | Formula E                                    | 2019 Monaco ePrix      | 0:52.385            | Pascal Wehrlein                 | Mahindra M5Electro                |
| KIểu đường Formula E (2015–2019) 1.765 kilômét (1.097 mi)  | Jaguar I-Pace eTrophy      | 2019 Monaco Jaguar I-Pace eTrophy round      | 1:04.817               | Cacá Bueno          | Jaguar I-Pace eTrophy (racecar) |                                   |
| Kiểu đường Grand Prix (2003–2014) 3.340 kilômét (2.080 mi) |                            | Formula One                                  | 2004 Monaco Grand Prix | 1:14.439            | Michael Schumacher              | Ferrari F2004                     |
| Kiểu đường Grand Prix (2003–2014) 3.340 kilômét (2.080 mi) | GP2                        | 2008 Monaco GP2 Series round                 | 1:21.338               | Bruno Senna         | Dallara GP2/08 Mecachrome       |                                   |
| Kiểu đường Grand Prix (2003–2014) 3.340 kilômét (2.080 mi) | Formula Renault 3.5 Series | 2012 Monaco Formula Renault 3.5 Series round | 1:22.916               | Jules Bianchi       | Dallara T12 Renault             |                                   |
| Kiểu đường Grand Prix (2003–2014) 3.340 kilômét (2.080 mi) | F3000                      | 2004 Monaco F3000 round                      | 1:26.911               | Tomas Enge          | Lola B02/50 Zytek               |                                   |
| Kiểu đường Grand Prix (2003–2014) 3.340 kilômét (2.080 mi) | Formula 3 Euro Series      | 2005 Monaco Grand Prix Formula Three         | 1:28.017               | Adrian Sutil        | Dallara F305 Mercedes           |                                   |
| Kiểu đường Grand Prix (2003–2014) 3.340 kilômét (2.080 mi) | GP3                        | 2012 Monaco GP3 Series round                 | 1:28.747               | Marlon Stöckinger   | Dallara GP3/10 Renault          |                                   |
| Kiểu đường Grand Prix (1997–2002) 3.370 kilômét (2.090 mi) |                            | Formula One                                  | 2002 Monaco Grand Prix | 1:18.023            | Rubens Barrichello              | Ferrari F2002                     |
| Kiểu đường Grand Prix (1997–2002) 3.370 kilômét (2.090 mi) | F3000                      | 2002 Monaco F3000 round                      | 1:28.964               | Tomas Enge          | Lola B02/50 Zytek               |                                   |
| Kiểu đường Grand Prix (1986–1996) 3.328 kilômét (2.068 mi) |                            | Formula One                                  | 1994 Monaco Grand Prix | 1:21.076            | Michael Schumacher              | Benetton B194 Ford                |
| Kiểu đường Grand Prix (1976–1985) 3.312 kilômét (2.058 mi) |                            | Formula One                                  | 1985 Monaco Grand Prix | 1:22.637            | Michele Alboreto                | Ferrari 156/85                    |
| Kiểu đường Grand Prix (1973–1975) 3.278 kilômét (2.037 mi) |                            | Formula One                                  | 1974 Monaco Grand Prix | 1:27.9              | Ronnie Peterson                 | Lotus 72E Cosworth                |
| Kiểu đường Grand Prix (1929–1972) 3.145 kilômét (1.954 mi) |                            | Formula One                                  | 1971 Monaco Grand Prix | 1:22.2              | Jackie Stewart                  | Tyrrell 004 Cosworth              |